# Bataille de Blue Licks
Guerre d'indépendance des États-Unis
La bataille de Blue Licks est l'une des dernières batailles de la guerre d'indépendance des États-Unis. Elle a eu lieu le 19 août 1782, dix mois après la reddition de Charles Cornwallis à Yorktown qui mit un terme à la guerre dans l'est. Près de la rivière Licking, dans l'actuel comté de Robertson, Kentucky, une force d'environ 50 loyalistes et 300 Amérindiens prit en embuscade et mit en déroute près de 180 miliciens du Kentucky.